# Porrhomma sodonta
Porrhomma sodonta là một loài nhện trong họ Linyphiidae.
Loài này thuộc chi Porrhomma. Porrhomma sodonta được Ralph Vary Chamberlin miêu tả năm 1949.